# Pseudodaphnella infrasulcata
Pseudodaphnella infrasulcata é uma espécie de gastrópode do gênero Pseudodaphnella, pertencente a família Raphitomidae.